# Birgit Meyer (Intendantin)

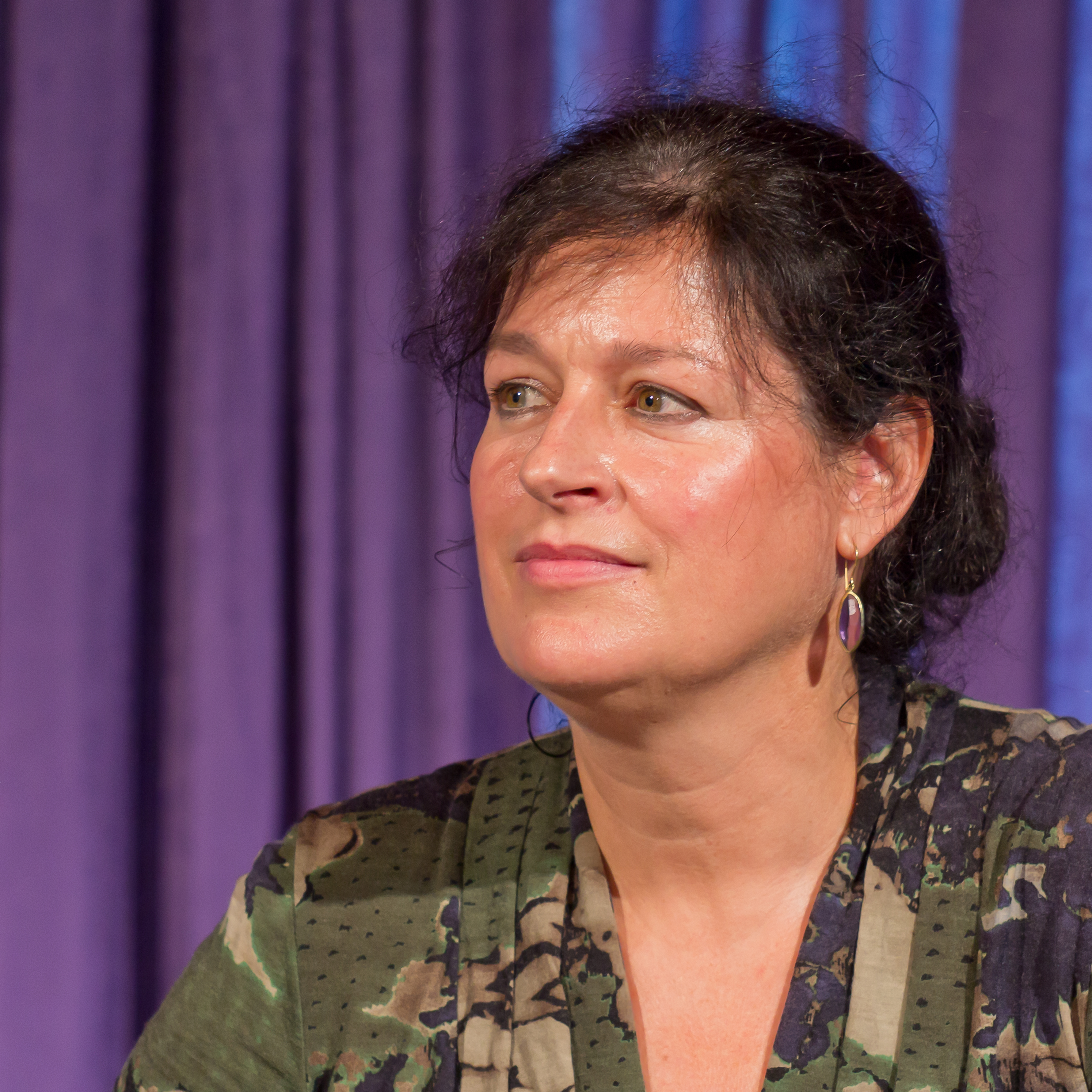
Birgit Meyer, 2012

Birgit Meyer (* 1960 in Köln) ist eine deutsche Dramaturgin und war seit Beginn der Spielzeit 2012/2013 am 1. September 2012 bis zum 1. September 2022 Intendantin der Oper Köln in der Nachfolge von Uwe Eric Laufenberg. Meyer ist auch promovierte Medizinerin.

## Leben
Meyer verbrachte ihre Schulzeit in Köln-Porz und machte am dortigen Stadtgymnasium 1979 Abitur.  Meyer und Laufenberg spielten während ihrer gemeinsamen Schulzeit am Gymnasium in Porz zusammen Theater: er den Professor Higgins, sie die Eliza Doolittle in My Fair Lady. Nach ihrem Abitur studierte Meyer in Regensburg Humanmedizin. Ihr Studium setzte sie nach dem Physikum an der Universität München fort. Bis zu ihrer  Promotion arbeitete Meyer unter anderem als Ärztin an der Missionsärztlichen Klinik in Würzburg, bis sie Anfang 1988 eine feste Anstellung am Klinikum rechts der Isar der TU München antrat. Ihre medizinische Tätigkeit beendete Meyer Anfang 1990 mit der Promotion zum Doktor der Medizin (Dr. med). Parallel zu ihrer Promotion begann Meyer nach dem Abschluss ihres Medizinstudiums im Oktober 1986 in München ein Studium der Theaterwissenschaften mit dem Schwerpunkt Musiktheater. 
Meyer arbeitete an verschiedenen Theatern in unterschiedlichen Tätigkeitsfeldern, so u. a. als Regieassistentin am Stadttheater Würzburg, und machte ein Dramaturgiepraktikum an den Münchner Kammerspielen. 1992 wurde Meyer als Dramaturgin ans Tiroler Landestheater Innsbruck engagiert. Dort wirkte sie bis 1999, zuletzt als Leitende Dramaturgin des Musiktheaters.
Ab September 1999 war Meyer Chefdramaturgin und Mitglied der Direktion an der Volksoper Wien (von 1999 bis 2003 unter Direktor Dominique Mentha, von 2003 bis 2007 unter Direktor Rudolf Berger und von 2007 bis 2009 unter Direktor Robert Meyer). Von 1999 bis 2004 konzipierte und leitete Meyer verschiedene produktionsbezogene Ausstellungen und Veranstaltungen im Österreichischen Theatermuseum. Unter der Intendanz von Uwe Eric Laufenberg seit der Spielzeit 2009/2010 bis zu seiner Entlassung am 21. Juni 2012 war Meyer stellvertretende Intendantin und Operndirektorin der Kölner Oper.
Bei den Salzburger Festspielen bearbeitete Meyer die Obertitel in verschiedenen Produktionen.  Meyer arbeitete daneben in verschiedenen Kulturinstitutionen, u. a. im RadioKulturhaus Wien, am Italienischen Kulturinstitut und bei der Gesellschaft der Freunde für Musiktheater. Im Oktober 2004 konzipierte und leitete Meyer das internationale Symposium an der Volksoper Wien „Entartete Musik. Wieder entdeckt“. 
Seit 2008 arbeitet Meyer an einer Biographie über den deutschen Komponisten, Pianisten und Musikpädagogen Walter Braunfels (1882–1954). Meyer erhielt mehrere Lehraufträge, so erstmals im Sommersemester 2004 an der Bayerischen Theaterakademie München  im Studiengang Dramaturgie, und bot über vier Jahre Seminare zu den Themen Spielplangestaltung, Programmheftgestaltung und Werkanalyse Oper an. Meyer arbeitet zusammen mit der Universität für Musik und darstellende Kunst Wien, Abteilung für Musikpädagogik (seit Januar 2006) und dem Institut für Musikwissenschaft der Universität Wien.
Nach der Entlassung von Uwe Eric Laufenberg zum 21. Juni 2012 wurde sie auf Vorschlag des Kölner Kulturdezernenten Georg Quander am 6. August 2012 durch den Hauptausschuss der Stadt Köln für drei Interimsspielzeiten bis 2014/2015 zur Opernintendantin bestellt. Daneben übt sie die Funktion einer Betriebsleiterin aus. Im Dezember 2013 wurde mit Zustimmung des Stadtrates am 13. Januar 2014 ihr Vertrag um weitere zwei Jahre bis zum 30. August 2017 verlängert. Im Februar 2016 wurde ihr Vertrag bis zum 31. August 2020 verlängert, gekoppelt an zwei vollen Spielzeiten im sanierten Haus am Offenbachplatz. Sollte dies nicht realisiert werden können, verlängert sich der Vertrag automatisch bis zum 31. August des Jahres, in dem die zweite volle Spielzeit im sanierten Haus realisiert worden ist, längstens jedoch bis zum 31. August 2022. Hein Mulders trat mit Beginn der Spielzeit 2022/2023 am 1. September 2022 die Intendanz der Oper Köln in der Nachfolge von Birgit Meyer an.

## Privates
Meyer hat zwei erwachsene Töchter und lebt mit ihrem Mann in Wien-Döbling.

## Auszeichnungen
2022 wurde Meyer als erster Frau die Ehrenmitgliedschaft der Cäcilia Wolkenburg verliehen.

## Publikationen
- Hrsg. für die Oper Köln: Oper / Köln. Band. 1: Kosmos StaatenHaus; Band. 2: Chronologie 2006-22; Band. 3: Was Oper kann! Buchhandlung Walther König, Köln 2022.